# Cryptoportique de Reims
Le cryptoportique de Reims est une galerie souterraine, un horreum, en forme de U à l'endroit actuel de la place du Forum en plein centre-ville de Reims.

## Description
C'était certainement la partie nord du forum romain pendant l'Antiquité qui devait avoir 65 m de large sur 250 m de long ; il a été bâti autour de l'an 100, et en majorité ruiné lors des invasions du IVe siècle ; son entrée se composait d'un escalier monumental (coin inférieur droit du plan) et qui tournait à angle droit et passait ainsi au-dessus d'un autel pour la statue de l'empereur (coin inférieur droit, à gauche de l'escalier).
 La galerie est divisée en deux par des piliers en pierres qui ont des encoches servant à accueillir les structures en bois qui délimitaient des loges et dont les murs en stuc étaient décorés de filets de couleurs et de tentures stylisées.
Les murs sont construits en petit appareil et la voûte l'est en mortier de tuileau en plein cintre. Le mur nord-est est aveugle mais son opposé laisse entrer la lumière par des baies arrivant au ras du sol au dehors.
Au-dessus se trouve la place actuelle du Forum, un théâtre en plein air (rouge sur le plan) et est voisin du Musée-hôtel Le Vergeur.

## Histoire
Placé à l'intersection du cardo et du decumanus romain, le forum est le lieu de l'activité économique antique. Le repli urbain dû à la chute de l'Empire romain entraîne une réduction de sa taille par un urbanisme désordonné. Son emplacement conserve néanmoins l'appellation de place du Forum, qui en préserve le souvenir. Lorsqu'au XVIIIe siècle la ville cherche à rationaliser et embellir son urbanisme, la place Royale et la place de l'Hôtel-de-Ville viennent l'encadrer.

## Découverte

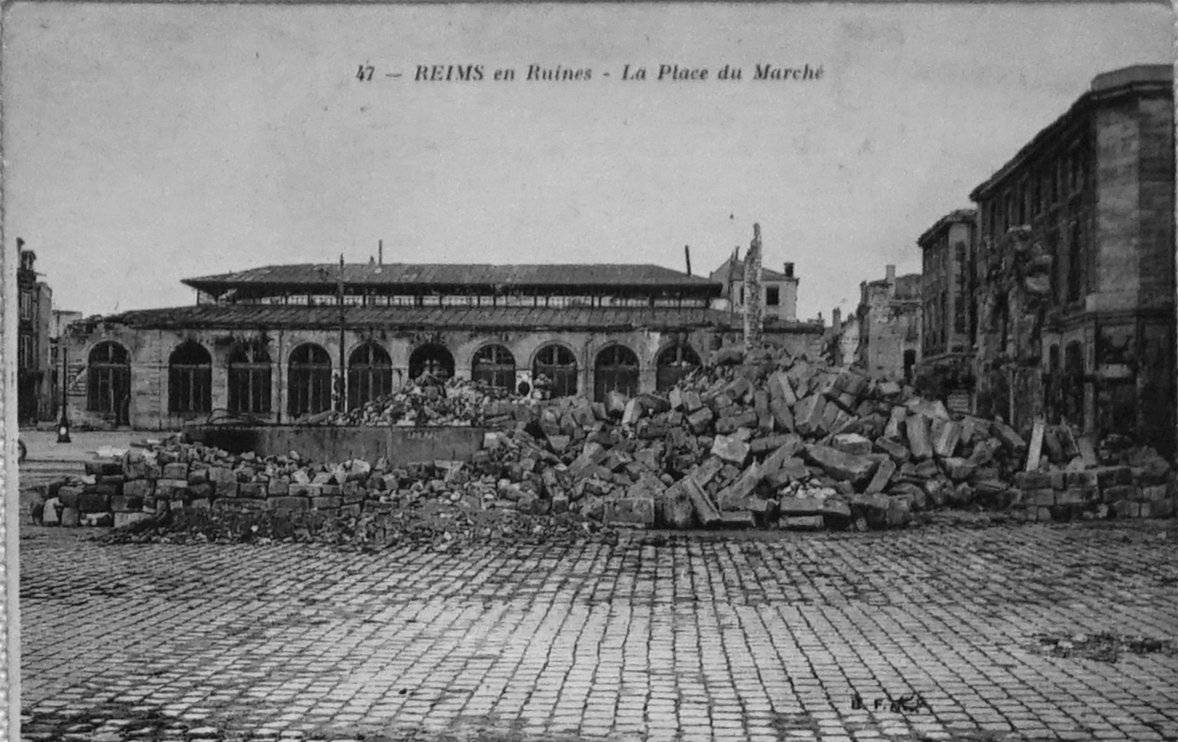
1920, les anciennes halles et gravats des destructions de la guerre et de fouilles archéologiques.

En 1922, à l'occasion de la volonté de construction des Halles centrales de Reims, les anciennes halles couvertes construites en 1840 de la place du Marché sont rasées. Des vestiges étant mis au jour, les travaux sont interrompus et la salle de 52 m et de 5,70 m de haut, soutenue par une rangée de piliers centraux rectangulaires, des alcôves de chaque côté ; il apparaît qu'une partie de la structure se trouve sous des maisons. Mais elles viennent d'être rebâties après les destructions de la Première Guerre mondiale et l'on renonce aux fouilles en cette partie.
Cette découverte explique, en partie, la découverte de colonnes qui avaient été antérieurement découvertes et aussi la découverte partielle lors de la construction des halles en 1840 par Saint-Saulieu, à cette époque il n'y avait pas eu de décision de lancer des fouilles.

## Monument historique
Il est classé en 1923, mais n'est pas mis en valeur, pratiquement délaissé, il ne bénéficie que d'une terrasse gazonnée et d'un escalier en fer, le 27 mai 1932 la place est rebaptisée, place du Forum.
Les fouilles ne sont entreprises que par des volontaires passionnés de la Société archéologique champenoise.
En 1982, des travaux de sauvegarde sont réalisés, consolidation d'un pilier qui s'enfonçait (65 cm), restauration de deux voûtes en partie effondrées qui amènent à l'ouverture au public en 1983 de la partie orientale.

## Usages
Ce monument met en valeur la place et l'importance de Reims au temps romain, il a reçu 3 160 visiteurs en 2002 et sert de scène à des manifestations de musique en extérieur et d'expositions en intérieur.

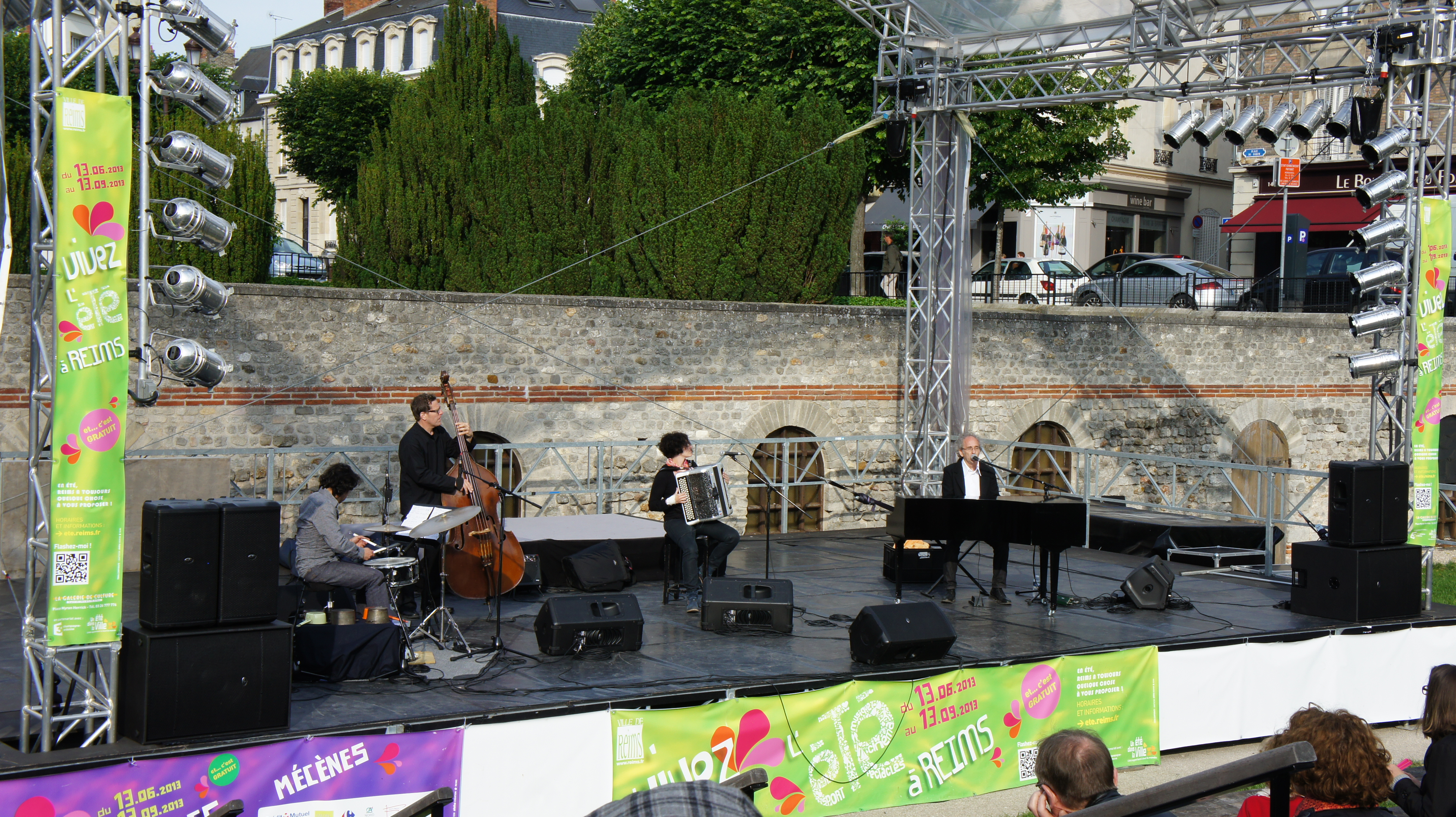
Barzingault, scène extérieure.
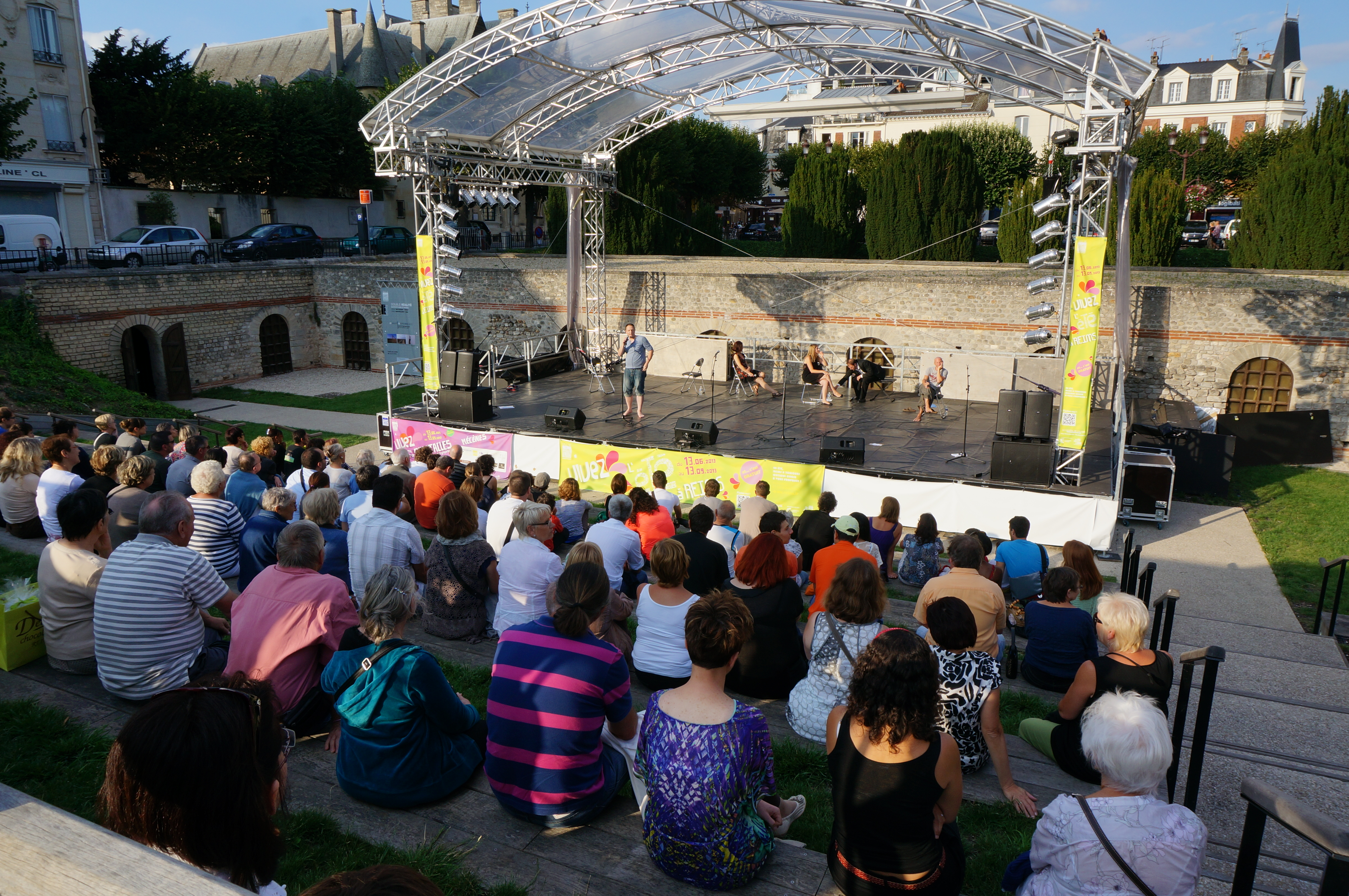
Du slam.

## Galerie

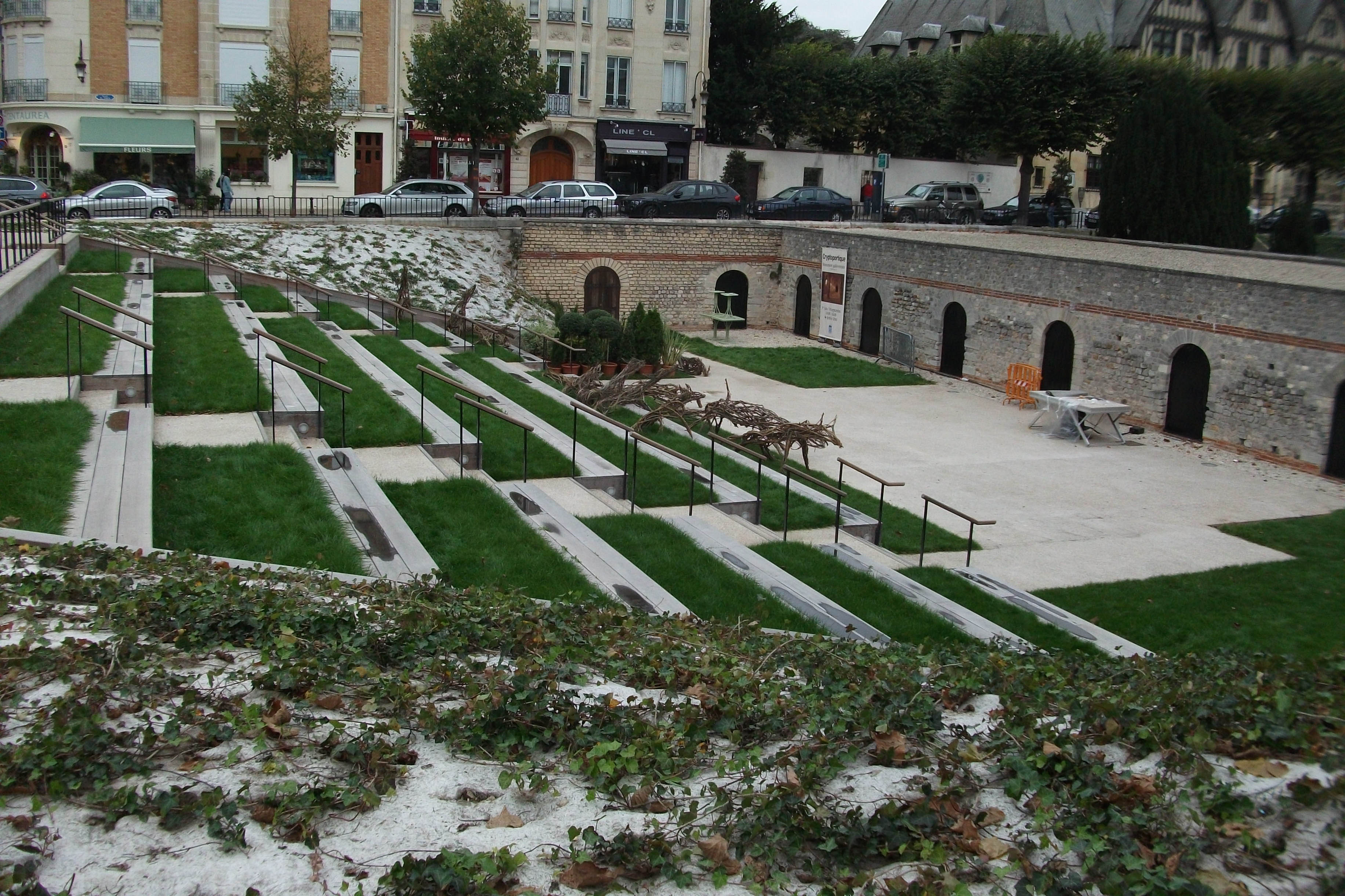
Entrée du cryptoportique.
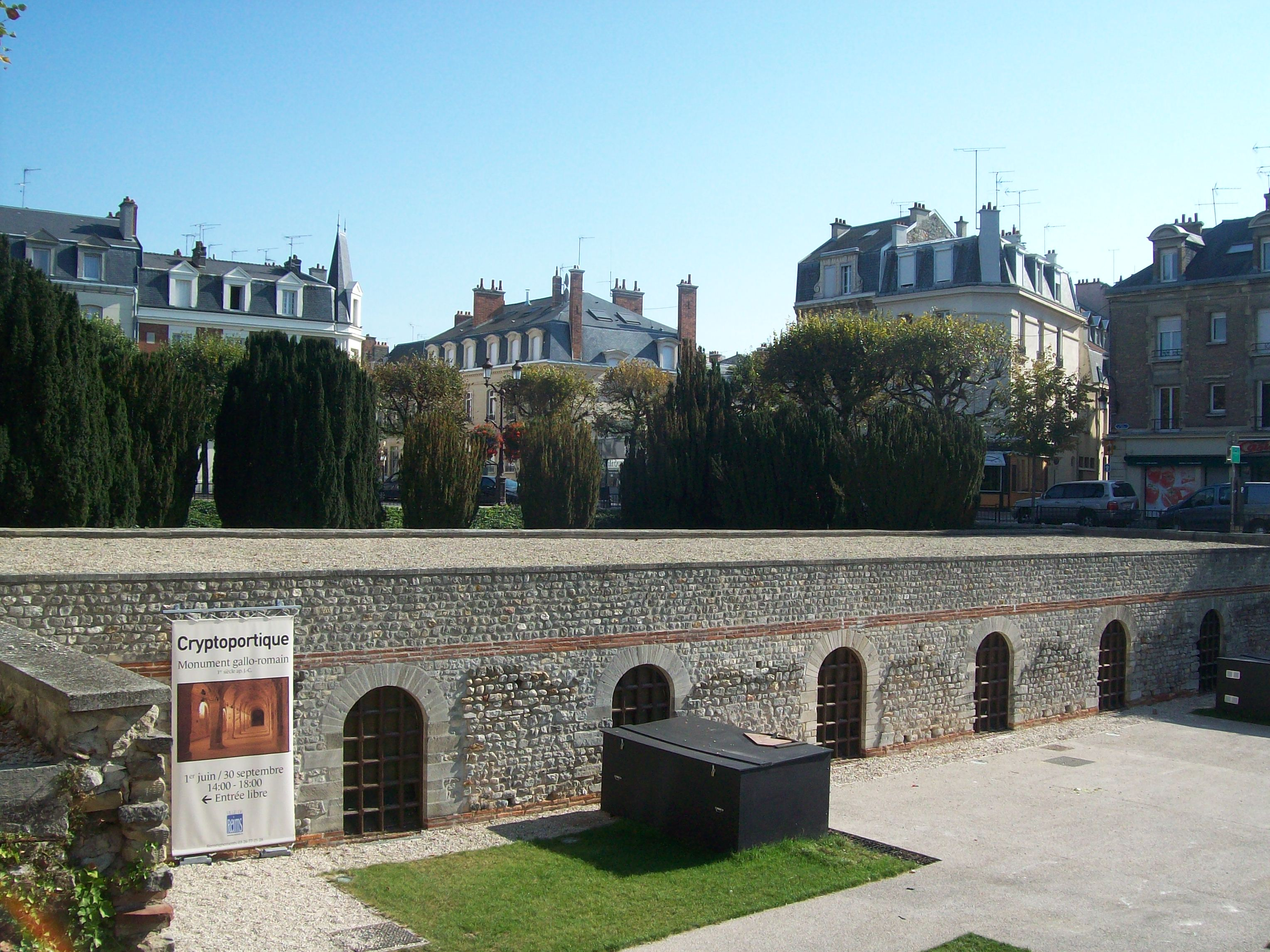
Le cryptoportique vu de la place du Forum en 2011.
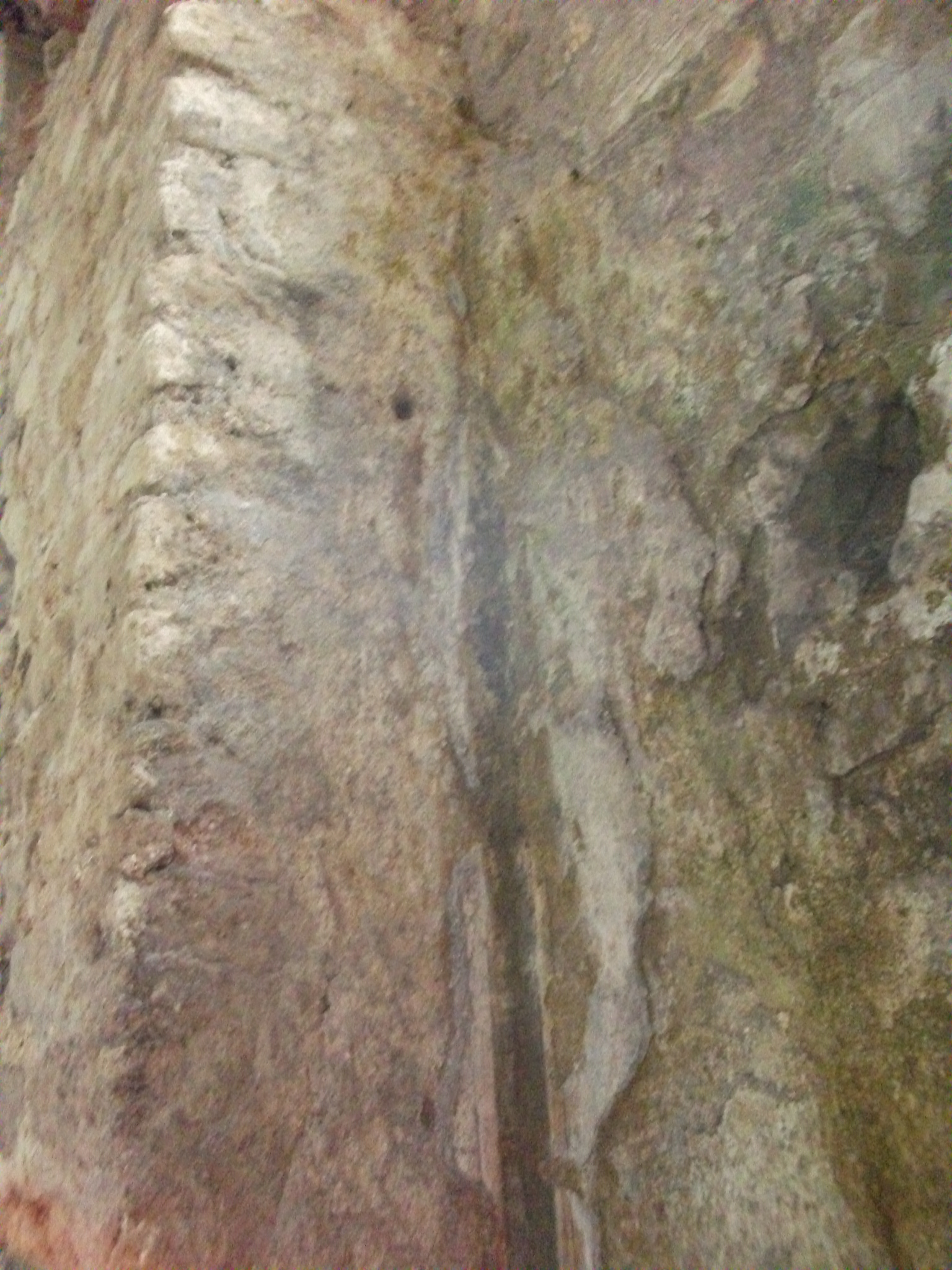
Détail d'un mur avec le reste de stuc et un filet de couleur.
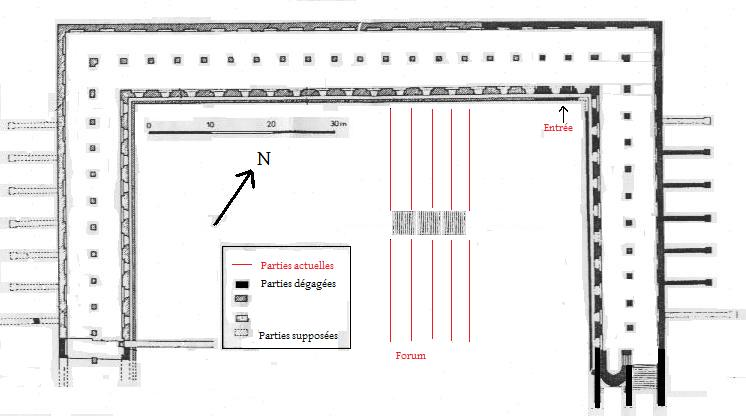
En noir les parties visitables, en rouge les constructions actuelles qui accueillent le public.
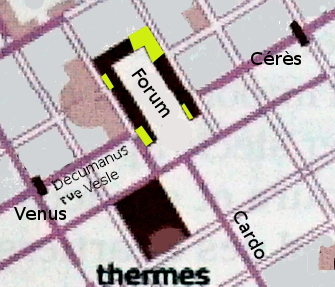
Sur un plan des voies de Durocortorum, en jaune les parties fouillées.